# Sorokyne
Sorokyne (en ukrainien : Сорокине), ou Krasnodon (en russe et en ukrainien: Краснодон), ce qui signifie Don rouge, est une ville minière de l'oblast de Louhansk, en Ukraine, et le centre administratif du raïon de Sorokyne. Sa population s'élève à 44 283 habitants en 2013.

## Géographie
Cette ville est située dans le Donbass, à 43 km au sud-est de Louhansk, près de la frontière russo-ukrainienne et de la ville russe de Donetsk, en Ukraine.

## Histoire
Le village de Sorokine est fondé en 1914 sur les rives de la Velika Kamianka, un affluent de la rivière Donets. La localité devient rapidement un des principaux centres de l'industrie charbonnière de la région du Donbass. Elle est renommée Krasnodon le 28 octobre 1938, par une décision du Présidium du Soviet suprême de l'URSS.
Au cours de la Seconde Guerre mondiale, Krasnodon est occupée par l'Allemagne nazie du 20 juillet 1942 à février 1943. Durant de cette période, entre octobre 1942 et janvier 1943, l'organisation Jeune Garde du Komsomol mena la lutte anti-fasciste. Des monuments et un complexe mémoriel rappellent la lutte et le sacrifice de la Jeune Garde de Krasnodon.
Depuis 2014, la ville est contrôlée par la république populaire de Lougansk et non plus par les autorités ukrainiennes. En 2016, le gouvernement de Ukraine renomme la ville en Sorokyne.

## Économie
L'entreprise d'État Krasnodonougol (en russe : Краснодонуголь) occupe la quatrième place pour la production de charbon en Ukraine, avec 5,12 millions de tonnes en 2001.

## Personnalités
- Ouliana Gromova (1924-1943), résistante héroïne de l'Union soviétique, enterrée sur la place centrale de Krasnodon.
- Sergueï Kozlov (1963-), homme politique ukrainien.

## Population
Au recensement de 2001, la population de Sorokyne comprenait 63,2 % de Russes, 33,2 % d'Ukrainiens et 1,3 % de Biélorusses.
| 1923   | 1926   | 1939    | 1959    | 1970    | 1979    |
| ------ | ------ | ------- | ------- | ------- | ------- |
| 4 035* | 4 933* | 22 287* | 37 952* | 69 459* | 47 868* |

| 1989    | 2001    | 2010   | 2011   | 2012   | 2013   |
| ------- | ------- | ------ | ------ | ------ | ------ |
| 52 885* | 50 560* | 45 127 | 44 840 | 44 574 | 44 283 |

## Transports
Sorokyne se trouve à 65 km de Louhansk par le chemin de fer et à 48 km par la route.